# Андерсен (авіабаза)
Андерсен (авіабаза) (англ. Andersen Air Force Base, AFB) — військова база Військово-Повітряних сил США, розташована за 6,5 км на північний схід від містечка Їго на острові Гуам, що входить до складу США і має статус неприєднаної території.
На авіабазі базується 36-е авіакрило ВПС США, що належить до Командування ВПС у зоні Тихого океану. 36-е авіакрило забезпечує розгортання і підтримку військово-повітряним і космічним силам США, а також ВПС країн-союзників.
Авіабаза була створена в 1944 році і названа на честь бригадного генерала Джеймса Роя Андерсона (1904-1945). Командує 36-м авіакрилом бригадний генерал Філіп М. Рулмен.

## Огляд
Андерсен є однією з чотирьох позицій стратегічних бомбардувальників ВПС США. Розташування бази забезпечує пряму підтримку екіпажів бомбардувальників для розгортання сил в Європі, Південно-Західній Азії і Тихоокеанському регіоні. Андерсен є однією з двох найважливіших військових баз США в Азійсько-Тихоокеанському регіоні. Іншою є острів Дієго-Гарсія в Індійському океані. Майже необмежений цивільними маршрутами повітряний простір Гуаму і безпосередня близькість військового полігону на острові Фаральон-де-Медінілья, приблизно за 240 кілометрів на північ, робить його ідеальною базою для навчання військових льотчиків.

## Військові частини
На авіабазі Андерсен базуються:
- 36-е авіакрило
- 734-й авіаескадрон підтримки
- Військово-морське вертолітне авіакрило і ряд інших частин.

### Перелік найменувань авіабази
- заснована в грудні 1944 року як North Field (почала приймати літаки тільки з 3 лютого 1945)
- North Field AB Command (з 9 травня 1946 р. по 20 грудня 1947)
- North Army Air Base (з 20 грудня 1947 по 1 березня 1948)
- North Air Force Base (з 1 березня 1948 по 22 квітня 1948)
- North Guam Air Force Base (з 22 квітня 1948 по 1 лютого 1949)
- North Field Air Force Base (з 1 лютого 1949 по 1 березня 1949)
- North Guam Air Force Base (з 1 березня 1949 по 7 жовтня 1949)
- Andersen Air Force Base (з 7 жовтня 1949 —)

## Історія
Авіабаза Андерсен була заснована 3 грудня 1944 р. і названа на честь бригадного генерала Джеймса Роя Андерсона (1904-1945). Джеймс Андерсен закінчив Військову Академію США у 1926 році, служив у різних авіачастинах ВПС США. У 1943-1944 служив у військовому міністерстві Генерального штабу. В січні 1945 року Андерсен був призначений у штаб командування США в Тихому океані. Загинув 26 лютого 1945 року в катастрофі літака B-24 між островом Кваджалейн і островом Джонстона, під час польоту на Гаваї.

### Друга світова війна
Витоки бази ВПС Андерсен починаються 8 грудня 1941 року, коли Гуам піддався нападу з боку збройних сил імператорської Японії в битві за Гуам (1941) через три години після атаки на Перл-Харбор. Гуам здався японським силам 10 грудня. У розпал війни приблизно 19000 японських солдатів і матросів були розквартировані на острові. Гуам був звільнений морською піхотою США 21 липня 1944 року в битві за Гуам (1944), через 13 днів після початку битви за звільнення острова від японських загарбників.
Японцям вдалося стримувати морських піхотинців на двох плацдармах, але їх контрнаступ зазнав невдачі. Морські піхотинці поновили свій наступ і досягли північного краю острова 10 серпня 1944 року. Японці вели партизанську діяльність аж до кінця війни.
Гуам розглядався як ідеальне місце для створення військово-повітряної бази для бомбардувальників B-29, які могли б завдавати ракетно-бомбові удари по Японії. Токіо знаходиться на відстані близько 1500 км від Гуама. Перша згадка про військові бази на Гуамі припадає на листопад 1944 року, коли було створено аеродром «Норт Філд». Було створено великий комплекс, що охоплює чотири основні злітно-посадкові смуги, руліжні доріжки, майданчики для більш ніж 200 бомбардувальників B-29, і великий комплекс будівель та споруд для персоналу авіабази.
Першим на авіабазі став базуватися 314-й бомбардувальний авіаполк у складі бомбардувальників B-29. Він прибув на Гуам 16 січня 1945 р. з авіабази Петерсон Філд, штат Колорадо.
Основним завданням авіаполку було бомбардування стратегічних цілей в Японії в денний час і з великих висот. Починаючи з березня 1945 р., тактику змінили і почали проведення нічних бомбометань запальними бомбами по площинним цілям. В ніч з 9 на 10 березня 1945 року 325 американських важких бомбардувальників В-29 взяли курс на Токіо. Цей рейд став найбільш руйнівним з всіх військових операцій ВПС США. В ту ніч в Токіо живцем згоріло: за американським післявоєнним даними - близько 100000 осіб, за японським - не менше 300000 (переважно старих, жінок і дітей). Ще півтора мільйона залишилися без даху над головою. Операція в ніч з 9 на 10 березня 1945 року вважається у американців найуспішнішою за всю історію Другої світової війни. В ході штурму союзників на Окінаві групи 314-го авіаполку бомбили аеродроми, з яких злітали літаки-камікадзе японських сил. Після війни B-29 брали участь в доставці продовольства і предметів життєзабезпечення для союзників, військовополонених.
База Андерсен, розташована на Гуамі, розглядалася військовим командуванням Сполучених Штатів, як ідеальний плацдарм для атак на Японію. Планування стратегічних бомбардувань Японії було доручено генералу Кертісу Лемею, який розробив дійсно вбивчу тактику. Генерал звернув увагу на те, що японські ППО слабо працюють в темряві, а нічні винищувачі на озброєнні Імперії майже відсутні. Так виник план нічних бомбардувань японських міст з малих висот (півтора-два кілометри). Крім того, Сполучені Штати задовго до 1945 року зламали японські шифрувальні машини, отримавши доступ до більшої частини секретних відомостей противника. Американські генерали розуміли, що незабаром японці будуть вже не в змозі продовжувати війну з фінансових і матеріальних причин. Військово-морська блокада з боку США задовго до 9 березня позбавила Японію поставок нафти, металів і інших важливих матеріалів. Японія опинилася в такій потужній ізоляції від поставок основних сировинних матеріалів, що літаки їй доводилося робити практично з дерева. В ніч на 10 березня з аеродромів на Маріанських островах піднялися в повітря 334 стратегічних бомбардувальника Б-29 і попрямували на столицю Японії. Метою їх було знищення цивільного населення, оскільки вони несли на борту тільки запальні бомби з напалмом. Це був найсмертоносніший день за всю Другу світову війну. За 10 попередніх нальотів Токіо втратив менше 1300 жителів — тут за одну ніч загинуло більше 100 000 осіб. Ще 40 000 жителів були поранені. Більше чверті мільйона будинків згоріло, залишивши близько мільйона людей безхатніми.

### Повоєнні роки
Через три дні після того, як Північна Корея напала на Південну Корею в 1950 році, сформоване на Гуамі 19-те бомбардувальне авіакрило почало завдавати бомбові удари по всій Південній Кореї. Кілька днів потому авіагрупа була відокремлена від 19-го авіакрила і розгорнута на авіабазі Кадена на острові Окінава, Японія, хоча інша частина авіакрила залишилася на базі Андерсен і забезпечувала обслуговування для військових літаків і управління складами боєприпасів до 1964 року.

### Війна у В'єтнамі
Андерсен позбулася ролі обслуговуючої авіабази, коли на аеродром прибули перші стратегічні бомбардувальники B-52 Stratofortress. Перший B-52, «Ель-Пасо», прибув зі складу 95-го бомбардувального авіакрила з авіабази Біггс, штат Техас, у березні 1964 року.
З початком операції у В'єтнамі в червні 1965 B-52 і KC-135 почали регулярні бойові вильоти над В'єтнамом, і продовжили в цій ролі до 1973 року, з перервою в період між серпнем 1970 року і початком 1972 року.
Бомбардувальники авіабази взяли безпосередню участь в операції Linebacker II, коли за 11 днів у період з 18 по 29 грудня понад 150 бомбардувальників B-52 вчинили 729 літако-вильотів. Із закінченням активних бойових дій більше 100 B-52 були переведені на інші авіабази США в жовтні 1973 року. Восьма повітряна армія, що знаходилася на Гуамі всю війну, була переведена на авіабазу Барксдейл, штат Луїзіана, і з 1 січня 1975 року тут стала базуватися 3-я авіадивізія.
Коли комуністичні сили захопили Південний В'єтнам в 1975 році, база Андерсен брала участь у наданні надзвичайної допомоги для тисяч в'єтнамських біженців у рамках операції «Поривчастий вітер». Після падіння Сайгона Гуам отримав майже 40000 біженців та авіабаза Андерсен брала участь у перекиданні в США 109000 біженців.
База повернулася до рутинних операцій до кінця 1970-х роках, але продовжувала служити в якості однієї з стратегічних точок Стратегічного командування США. Літаки здійснюють регулярні вильоти до Австралії, на Алясці, до Кореї, і підтримують операції ВМС США.

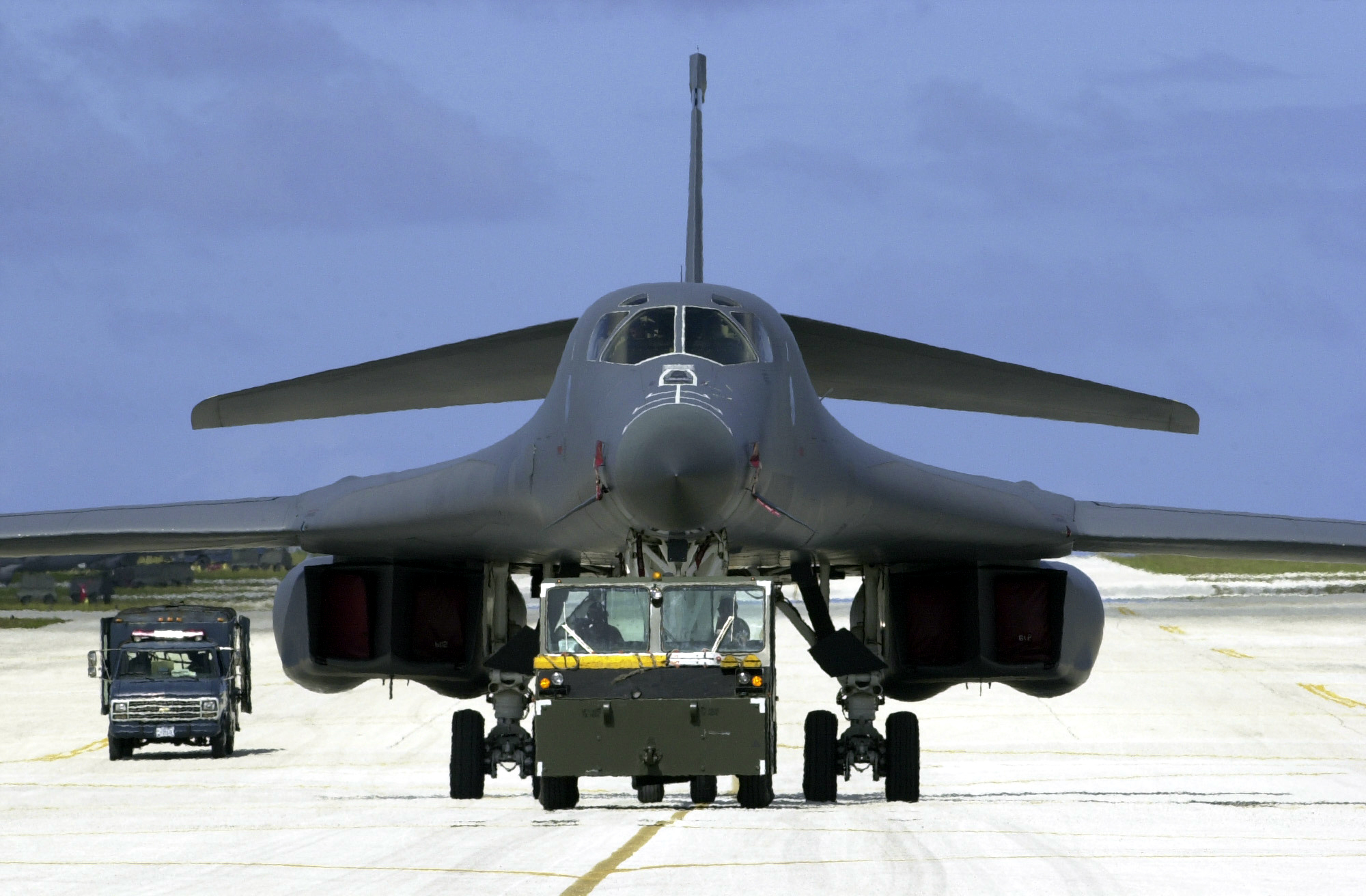
Б-1Б на базі Андерсен

### Після В'єтнаму
У 1983 році 43-е бомбардувальне авіакрило завершило перехід з модифікації бомбардувальників B-52D на B-52G, і таким чином стало одним з лише двох стратегічних авіаційних підрозділів США, які було оснащене протикорабельними ракетами «Гарпун».
База зазнала великих змін в 1989, коли управління було передано від стратегічних військово-повітряних сил до Командування ВПС США в Тихому океані. 633-є авіакрило було сформовано 1 жовтня 1989 року, що призвело до розформування 43-го бомбардувального авіакрила 26 березня 1990 року, а 60-го бомбардувального ескадрону 30 квітня 1990.
У серпні 1990 року персонал бази Андерсен поставив більше 37000 тонн боєприпасів силам у Перській затоці в підтримку операцій «Щит пустелі» та «Буря в пустелі».
При виверженні вулкана Пінатубо в червні 1991 року Андерсен зіграв важливу роль в евакуації американських громадян і їхніх домашніх тварин в рамках операції «Вогняне бдіння». У грудні Андерсен став домівкою для військових, які були евакуйовані з авіабази Кларк на Філіппінах після виверження.

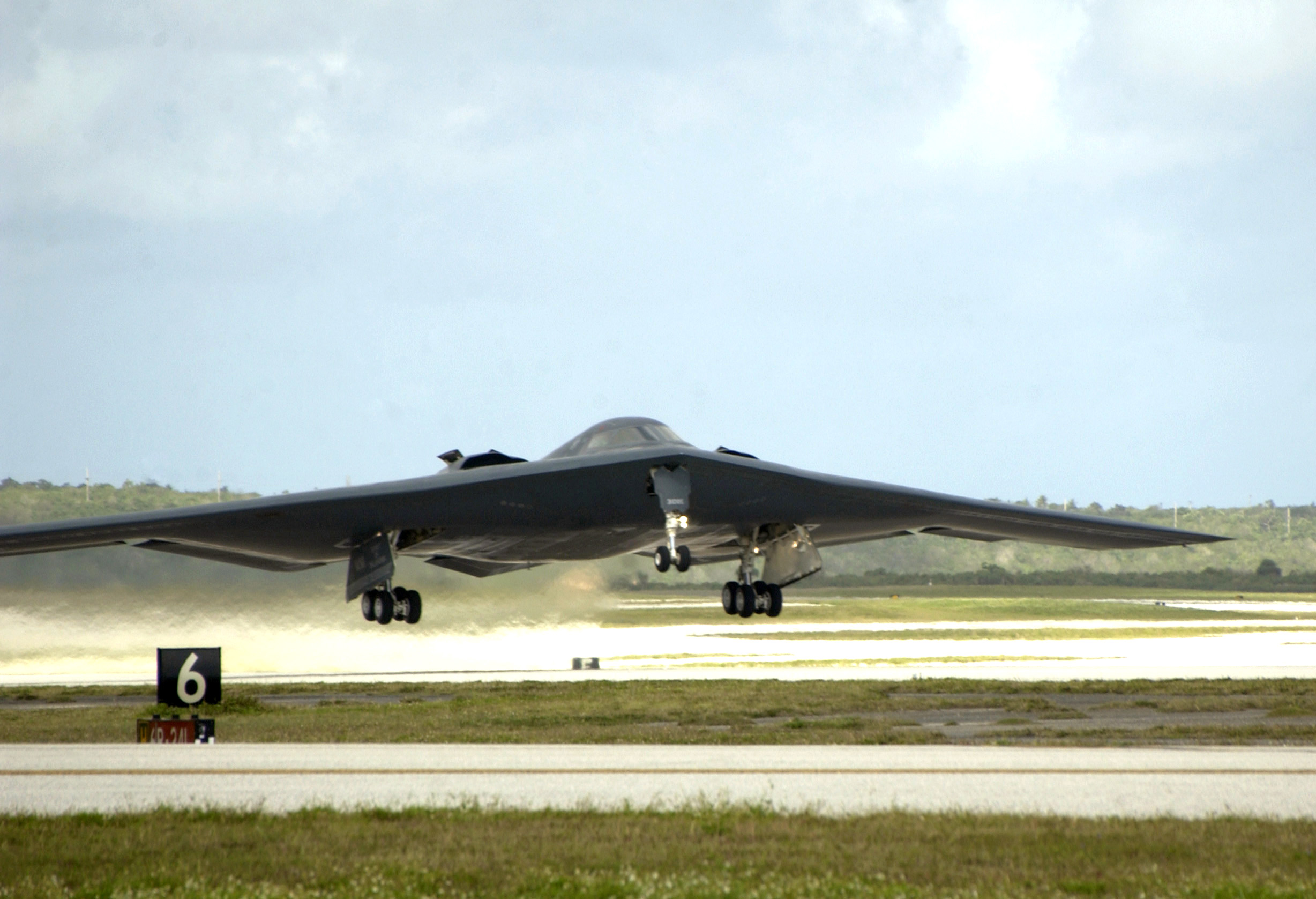
Зліт B-2 з бази військово-повітряних сил США «Андерсен»

### Сучасна епоха
633 авіакрило було перейменовано в 36-те авіакрило 12 квітня 2006 року.
База була одним з небагатьох місць в світі, де «Спейс шаттл» міг здійснити посадку у випадку аварійної ситуації.
23 лютого 2008 року тут розбився стратегічний бомбардувальник B-2 (серійний номер 89-0127, «Дух Канзасу»). Це був перший випадок аварії літака цього типу. Двом пілотам вдалося катапультуватися. Літак же вартістю 1,4 млрд дол. США впав поруч зі злітною смугою і згорів. Після аварії польоти всіх літаків цього типу були припинені. Наприкінці квітня 2008 року польоти були відновлені. Причиною була названа технічна неполадка.
21 липня 2008 року B-52 впав у море під час тренувального польоту, який повинен був включати проліт під час параду на Гуамі в честь визволення острова від японської окупації в 1944 році.
B-2 з 13-ї бомбардувальної ескадрильї і 393-та бомбардувальна ескадрилья у складі B-52 забезпечує постійну присутність бомбардувальників на базі. У березні 2009 року на базі почалося постійне чергування 4 стратегічних бомбардувальників B-2.
18 травня 2016 року B-52 розбився незабаром після зльоту з авіабази, екіпаж вижив.